# بوروگ
بوروگ (به آلمانی: Burweg) یک شهر در آلمان است که در Oldendorf-Himmelpforten واقع شده‌است. بوروگ ۱٬۰۰۷ نفر جمعیت دارد.